# Cannagara tropicaria
Cannagara tropicaria là một loài bướm đêm trong họ Geometridae.